# Russia ai XXI Giochi olimpici invernali
La Russia ha partecipato ai XXI Giochi olimpici invernali di Vancouver, che si sono svolti dal 12 al 28 febbraio 2010, con una delegazione di 177 atleti.

## Medaglie

### Medagliere per discipline
| Sport                   | Oro | Argento | Bronzo | Totale |
| ----------------------- | --- | ------- | ------ | ------ |
| Biathlon                | 2   | 1       | 1      | 4      |
| Sci di fondo            | 1   | 1       | 2      | 4      |
| Pattinaggio di figura   | 0   | 1       | 1      | 2      |
| Pattinaggio di velocità | 0   | 1       | 1      | 2      |
| Snowboard               | 0   | 1       | 0      | 1      |
| Bob                     | 0   | 0       | 1      | 1      |
| Skeleton                | 0   | 0       | 1      | 1      |
| Totale                  | 3   | 5       | 7      | 15     |

| Medaglia | Nome                                                                  | Sport                   | Evento                              |
| -------- | --------------------------------------------------------------------- | ----------------------- | ----------------------------------- |
| Oro      | Evgenij Ustjugov                                                      | Biathlon                | 15 km partenza in linea maschile    |
| Oro      | Svetlana Slepcova Anna Bogalij-Titovec Ol'ga Medvedceva Ol'ga Zajceva | Biathlon                | Staffetta 4x6 km femminile          |
| Oro      | Nikita Krjukov                                                        | Sci di fondo            | Sprint a tecnica classica maschile  |
| Argento  | Ol'ga Zajceva                                                         | Biathlon                | 12,5 km partenza in linea femminile |
| Argento  | Evgenij Pljuščenko                                                    | Pattinaggio di figura   | Individuale maschile                |
| Argento  | Ivan Skobrev                                                          | Pattinaggio di velocità | 10000 m maschile                    |
| Argento  | Aleksandr Panžinskij                                                  | Sci di fondo            | Sprint a tecnica classica maschile  |
| Argento  | Ekaterina Iljuchina                                                   | Snowboard               | Gigante parallelo femminile         |
| Bronzo   | Ivan Čerezov Anton Šipulin Maksim Čudov Evgenij Ustjugov              | Biathlon                | Staffetta 4x7,5 km maschile         |
| Bronzo   | Aleksandr Zubkov Aleksej Voevoda                                      | Bob                     | Bob a due maschile                  |
| Bronzo   | Oksana Domnina Maksim Šabalin                                         | Pattinaggio di figura   | Danza su ghiaccio                   |
| Bronzo   | Ivan Skobrev                                                          | Pattinaggio di velocità | 5000 m maschile                     |
| Bronzo   | Nikolaj Morilov Aleksej Petuchov                                      | Sci di fondo            | Sprint di squadra                   |
| Bronzo   | Irina Chazova Natal'ja Korostelëva                                    | Sci di fondo            | Sprint di squadra                   |
| Bronzo   | Aleksandr Tret'jakov                                                  | Skeleton                | Singolo maschile                    |

## Biathlon

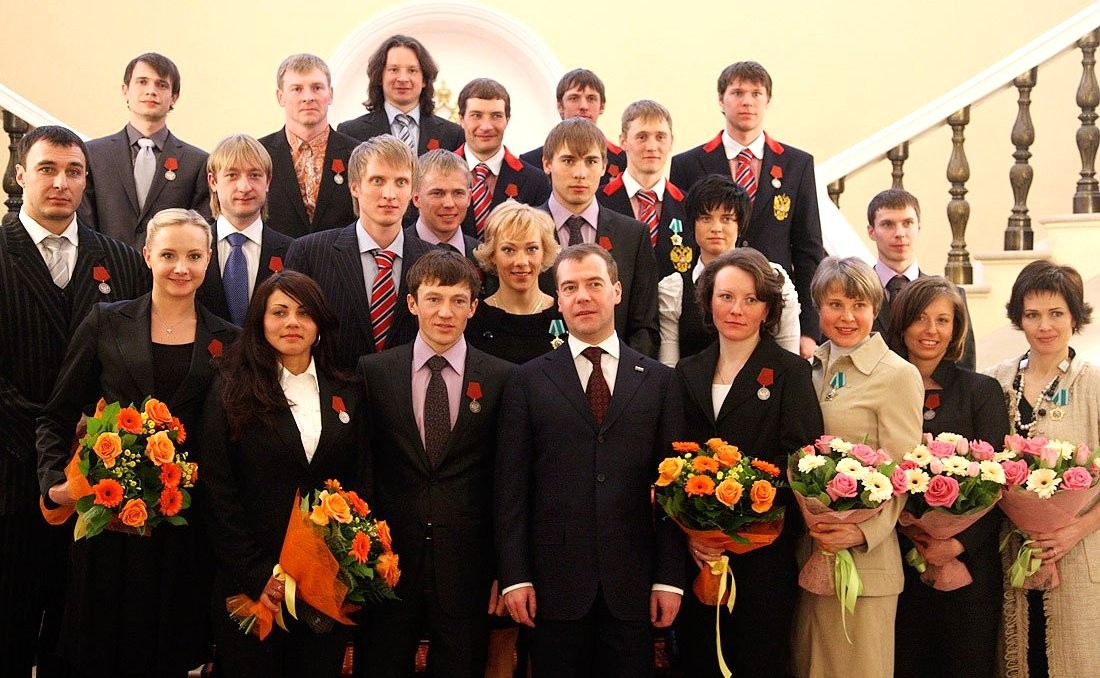
2010-03-15

.
| Gara                    | Atleta                                                   | Penalità    | Tempo d'arrivo | Posizione |
| ----------------------- | -------------------------------------------------------- | ----------- | -------------- | --------- |
| 10 km sprint            | Anton Šipulin                                            | 1 (0+1)     | 26'18"7        | 30        |
| 10 km sprint            | Ivan Čerezov                                             | 2 (1+1)     | 25'25"9        | 10        |
| 10 km sprint            | Maksim Čudov                                             | 2 (1+1)     | 27'28"0        | 63        |
| 10 km sprint            | Evgenij Ustjugov                                         | 2 (0+2)     | 25'47"9        | 15        |
| 12,5 km inseguimento    | Anton Šipulin                                            | 3 (0+1+2+0) | 35'34"4        | 20        |
| 12,5 km inseguimento    | Ivan Čerezov                                             | 2 (1+0+1+0) | 34'29"6        | 6         |
| 12,5 km inseguimento    | Evgenij Ustjugov                                         | 4 (1+1+2+0) | 35'07"4        | 15        |
| 15 km partenza in linea | Anton Šipulin                                            | 3 (1+0+1+1) | 37'04"7        | 22        |
| 15 km partenza in linea | Ivan Čerezov                                             | 3 (0+2+0+1) | 36'09"2        | 6         |
| 15 km partenza in linea | Evgenij Ustjugov                                         | 0 (0+0+0+0) | 35'35"7        |           |
| 20 km individuale       | Nikolaj Kruglov                                          | 0 (0+0+0+0) | 50'40"4        | 11        |
| 20 km individuale       | Anton Šipulin                                            | 3 (3+0+0+0) | 52'51"7        | 36        |
| 20 km individuale       | Ivan Čerezov                                             | 3 (1+0+2+0) | 50'56"7        | 15        |
| 20 km individuale       | Evgenij Ustjugov                                         | 1 (0+0+0+1) | 49'11"8        | 4         |
| Staffetta 4x7,5 km      | Ivan Čerezov Anton Šipulin Maksim Čudov Evgenij Ustjugov | 0+0 0+4     | 1h 22'26"9     |           |

| Gara                      | Atleta                                                                | Penalità    | Tempo d'arrivo | Posizione |
| ------------------------- | --------------------------------------------------------------------- | ----------- | -------------- | --------- |
| 7,5 km sprint             | Anna Bulygina                                                         | 0 (0+0)     | 20'07"5        | 4         |
| 7,5 km sprint             | Ol'ga Medvedceva                                                      | 1 (1+0)     | 21'01"6        | 22        |
| 7,5 km sprint             | Svetlana Slepcova                                                     | 0 (0+0)     | 20'43"1        | 13        |
| 7,5 km sprint             | Ol'ga Zajceva                                                         | 0 (0+0)     | 20'23"4        | 7         |
| 10 km inseguimento        | Anna Bulygina                                                         | 1 (0+1+0+0) | 31'08"1        | 6         |
| 10 km inseguimento        | Ol'ga Medvedceva                                                      | 3 (0+0+2+1) | 32'31"9        | 20        |
| 10 km inseguimento        | Svetlana Slepcova                                                     | 3 (1+0+0+2) | 32'06"9        | 18        |
| 10 km inseguimento        | Ol'ga Zajceva                                                         | 2 (0+1+1+0) | 31'20"3        | 7         |
| 12,5 km partenza in linea | Anna Bulygina                                                         | 8 (4+1+2+1) | 39'17"2        | 30        |
| 12,5 km partenza in linea | Ol'ga Medvedceva                                                      | 0 (0+0+0+0) | 35'40"8        | 4         |
| 12,5 km partenza in linea | Svetlana Slepcova                                                     | 3 (0+2+0+1) | 36'23"3        | 14        |
| 12,5 km partenza in linea | Ol'ga Zajceva                                                         | 1 (0+0+1+0) | 35'25"1        |           |
| 15 km individuale         | Anna Bogalij-Titovec                                                  | 3 (1+0+1+1) | 43'46"3        | 25        |
| 15 km individuale         | Ol'ga Medvedceva                                                      | 2 (2+0+0+0) | 43'25"9        | 21        |
| 15 km individuale         | Jana Romanova                                                         | 4 (1+0+2+1) | 46'41"0        | 56        |
| 15 km individuale         | Ol'ga Zajceva                                                         | 3 (2+1+0+0) | 43'46"8        | 26        |
| Staffetta 4x6 km          | Svetlana Slepcova Anna Bogalij-Titovec Ol'ga Medvedceva Ol'ga Zajceva | 0+2 0+3     | 1 h 09'36"3    |           |

## Bob
| Gara                   | Equipaggio                                                           | Manche 1 | Manche 2    | Manche 3 | Manche 4 | Totale  | Posizione |
| ---------------------- | -------------------------------------------------------------------- | -------- | ----------- | -------- | -------- | ------- | --------- |
| Bob a due maschile     | Aleksandr Zubkov Aleksej Voevoda                                     | 51"79    | 52"02       | 51"80    | 51"90    | 3'27"51 |           |
| Bob a due maschile     | Dmitrij Abramovič Sergej Prudnikov                                   | 52"03    | 52"40       | '52"11   | 51"92    | 3'28"46 | 7         |
| Bob a quattro maschile | Dmitrij Abramovič Roman Orešnikov Sergej Prudnikov Dmitrij Stëpuškin | 51"32    | 51"40       | 51"78    | 51"75    | 3'26"25 | 9         |
| Bob a quattro maschile | Aleksandr Zubkov Filipp Egorov Pëtr Moiseev Dmitrij Trunenkov        | 52"52    | non partiti |          |          |         | -         |
| Bob a quattro maschile | Evgenij Popov Aleksej Kireev Denis Moisejčenkov Andrej Jurkov        | 51"49    | 51"16       | 51"67    | 51"81    | 3'26"13 | 8         |
| Bob a due femminile    | Anastasija Skulkina Elena Doronina                                   | 54"38    | 53"64       | 54"08    | 53"83    | 3'35"93 | 9         |
| Bob a due femminile    | Ol'ga Fëdorova Julia Timofeeva                                       | 54"40    | 55"21       | 54"40    | 57"39    | 3'41"40 | 18        |

## Combinata nordica
| Gara       | Atleta             | Salto  | Salto | Salto | Fondo   | Fondo            | Posizione |
| Gara       | Atleta             | Lungh. | Punti | Pos.  | Tempo   | Tempo + distacco | Posizione |
| ---------- | ------------------ | ------ | ----- | ----- | ------- | ---------------- | --------- |
| NH + 10 km | Sergej Maslennikov | 95,5   | 111,5 | 32    | 27'53"3 | 29'29"3          | 42        |
| LH + 10 km | Sergej Maslennikov | 118,5  | 101,2 | 21    | 27'42"7 | 29'25"7          | 36        |
| LH + 10 km | Nijaz Nabeev       | 115,5  | 95,3  | 26    | 28'35"6 | 30'42"6          | 43        |

## Curling

### Torneo femminile
La squadra è stata composta da:
- Ljudmila Privivkova (skip)
- Anna Sidorova  (third)
- Nkeiruka Ezech (second)
- Ekaterina Galkina (lead)
- Margarita Fomina (alternate)

#### Prima fase
| Sessione | Squadre     | Finale | 1 | 2 | 3 | 4 | 5 | 6 | 7 | 8 | 9 | 10 | 11 |
| -------- | ----------- | ------ | - | - | - | - | - | - | - | - | - | -- | -- |
| 1        | Germania    | 9      | 2 | 0 | 2 | 0 | 1 | 0 | 0 | 1 | 0 | 3  |    |
| 1        | Russia      | 5      | 0 | 1 | 0 | 1 | 0 | 0 | 1 | 0 | 2 | 0  |    |
| 3        | Russia      | 7      | 0 | 0 | 1 | 0 | 0 | 2 | 0 | 1 | 1 | 2  |    |
| 3        | Danimarca   | 3      | 0 | 0 | 0 | 2 | 0 | 0 | 1 | 0 | 0 | 0  |    |
| 4        | Russia      | 3      | 0 | 0 | 1 | 1 | 0 | 0 | 1 | 0 | X | X  |    |
| 4        | Regno Unito | 10     | 2 | 3 | 0 | 0 | 2 | 2 | 0 | 1 | X | X  |    |
| 5        | Russia      | 4      | 0 | 0 | 0 | 1 | 0 | 0 | 2 | 0 | 1 | 0  |    |
| 5        | Stati Uniti | 6      | 0 | 0 | 1 | 0 | 2 | 0 | 0 | 1 | 0 | 2  |    |
| 6        | Svizzera    | 8      | 4 | 1 | 0 | 0 | 1 | 1 | 0 | 1 | 0 | X  |    |
| 6        | Russia      | 5      | 0 | 0 | 1 | 1 | 0 | 0 | 2 | 0 | 1 | X  |    |
| 7        | Svezia      | 1      | 0 | 0 | 0 | 0 | 0 | 1 | 0 | X | X | X  |    |
| 7        | Russia      | 10     | 0 | 1 | 3 | 1 | 2 | 0 | 3 | X | X | X  |    |
| 8        | Russia      | 9      | 0 | 0 | 0 | 3 | 3 | 0 | 0 | 2 | 0 | 1  | 0  |
| 8        | Giappone    | 12     | 0 | 0 | 0 | 0 | 0 | 3 | 3 | 0 | 3 | 0  | 3  |
| 10       | Russia      | 7      | 0 | 0 | 3 | 0 | 1 | 0 | 1 | 1 | 1 | X  |    |
| 10       | Cina        | 4      | 1 | 0 | 0 | 1 | 0 | 2 | 0 | 0 | 0 | X  |    |
| 12       | Canada      | 7      | 0 | 0 | 0 | 1 | 0 | 4 | 0 | 1 | 1 | X  |    |
| 12       | Russia      | 3      | 0 | 1 | 0 | 0 | 1 | 0 | 1 | 0 | 0 | X  |    |

Classifica
| Squadre     | G | V | P | PF | PS |
| ----------- | - | - | - | -- | -- |
| Canada      | 9 | 8 | 1 | 56 | 37 |
| Svezia      | 9 | 7 | 2 | 56 | 52 |
| Cina        | 9 | 6 | 3 | 61 | 47 |
| Svizzera    | 9 | 6 | 3 | 67 | 48 |
| Danimarca   | 9 | 4 | 5 | 49 | 61 |
| Germania    | 9 | 3 | 6 | 52 | 56 |
| Regno Unito | 9 | 3 | 6 | 54 | 59 |
| Giappone    | 9 | 3 | 6 | 64 | 70 |
| Russia      | 9 | 3 | 6 | 53 | 60 |
| Stati Uniti | 9 | 2 | 7 | 43 | 65 |

## Freestyle
| Gara            | Atleta               | Qualificazioni | Qualificazioni | Qualificazioni | Qualificazioni | Qualificazioni | Finale | Finale | Finale | Finale | Finale    |
| Gara            | Atleta               | Curve          | Salti          | Tempo          | Totale         | Posizione      | Curve  | Salti  | Tempo  | Totale | Posizione |
| --------------- | -------------------- | -------------- | -------------- | -------------- | -------------- | -------------- | ------ | ------ | ------ | ------ | --------- |
| Gobbe maschile  | Denis Dolgodvorov    | 12,1           | 4,81           | 6,18           | 23,09          | 18             | 12,5   | 4,98   | 6,11   | 23,59  | 13        |
| Gobbe maschile  | Aleksandr Smyšljaev  | 12,8           | 4,70           | 6,15           | 23,65          | 14             | 13,2   | 4,24   | 6,94   | 24,38  | 10        |
| Gobbe maschile  | Andrej Volkov        | 11,4           | 4,33           | 6,22           | 21,95          | 25             |        |        |        |        |           |
| Gobbe maschile  | Sergej Volkov        | 5,6            | 2,25           | 4,37           | 12,22          | 28             |        |        |        |        |           |
| Gobbe femminile | Marina Čerkasova     | 11,1           | 4,50           | 5,32           | 20,92          | 20             | 11,3   | 4,08   | 5,71   | 21,09  | 13        |
| Gobbe femminile | Regina Rachimova     | 11,2           | 4,44           | 5,37           | 21,01          | 19             | 11,9   | 4,92   | 5,88   | 22,70  | 9         |
| Gobbe femminile | Dar'ja Serova        | 11,5           | 4,12           | 5,46           | 21,08          | 18             | 11,1   | 4,18   | 5,56   | 20,84  | 15        |
| Gobbe femminile | Ekaterina Stoljarova | 11,9           | 5,34           | 5,77           | 23,01          | 10             | 12,7   | 5,04   | 5,81   | 23,55  | 7         |

| Gara           | Atleta           | Qualificazioni | Qualificazioni | Qualificazioni | Qualificazioni | Finale   | Finale   | Finale | Finale    |
| Gara           | Atleta           | 1° salto       | 2° salto       | Totale         | Posizione      | 1° salto | 2° salto | Totale | Posizione |
| -------------- | ---------------- | -------------- | -------------- | -------------- | -------------- | -------- | -------- | ------ | --------- |
| Salti maschile | Dmitrij Maruščak | 88,50          | 106,46         | 194,96         | 20             |          |          |        |           |

| Gara                | Atleta            | Qualificazioni | Qualificazioni | Ottavi | Quarti | Semifinali | Finale |
| ------------------- | ----------------- | -------------- | -------------- | ------ | ------ | ---------- | ------ |
| Ski cross maschile  | Egor Korotkov     | 1'14"54        | 20             | 3      |        |            |        |
| Ski cross femminile | Julija Livinskaja | 1'22"83        | 32             | 4      |        |            |        |

## Hockey su ghiaccio

### Torneo maschile

#### Roster
La squadra maschile è composta da:
- Il'ja Bryzgalov (Phoenix Coyotes)
- Evgenij Nabokov (San Jose Sharks)
- Semën Varlamov (Washington Capitals)
- Sergej Gončar (Pittsburgh Penguins)
- Denis Grebeškov (Edmonton Oilers)
- Dmitrij Kalinin (Salawat Julajew Ufa)
- Konstantin Korneev (HK ZSKA Moskau)
- Andrej Markov (Canadiens de Montréal)
- Il'ja Nikulin (Ak Bars Kasan)
- Fëdor Tjutin (Columbus Blue Jackets)
- Anton Volčenkov (Ottawa Senators)
- Maksim Afinogenov (Atlanta Thrashers)
- Pavel Dacjuk (Detroit Red Wings)
- Sergej Fëdorow (HK Metallurg Magnitogorsk)
- Il'ja Koval'čuk (New Jersey Devils)
- Viktor Kozlov (Salawat Julajew Ufa)
- Evgenij Malkin (Pittsburgh Penguins)
- Aleksej Morosov (Ak Bars Kasan)
- Aleksandr Ovečkin (Washington Capitals)
- Aleksandr Radulov (Salawat Julajew Ufa)
- Danis Zaripov (Ak Bars Kasan)
- Sergej Zinov'ev (Salawat Julajew Ufa)
- Aleksandr Sëmin (Washington Capitals)

#### Prima fase
| Vancouver 16 febbraio 2010, ore 21:00 UTC-8 | Russia | 8 – 2 (3-0, 1-0, 4-2) referto | Lettonia | Canada Hockey Place (16.652 spett.) |

| Vancouver 18 febbraio 2010, ore 21:00 UTC-8 | Slovacchia | 2 – 1 SO (0-0, 0-1, 1-0, 0-0, 2/7, 1/7) referto | Russia | Canada Hockey Place |

| Vancouver 21 febbraio 2010, ore 12:00 UTC-8 | Russia | 4 – 2 (1-1, 1-0, 2-1) referto | Rep. Ceca | Canada Hockey Place |

Classifica
| Squadre    | Punti | PG | V | VOT | POT | P | GF | GS | DG  |
| ---------- | ----- | -- | - | --- | --- | - | -- | -- | --- |
| Russia     | 7     | 3  | 2 | 0   | 1   | 0 | 13 | 6  | +7  |
| Rep. Ceca  | 6     | 3  | 2 | 0   | 0   | 1 | 10 | 7  | +3  |
| Slovacchia | 5     | 3  | 1 | 1   | 0   | 1 | 9  | 4  | +5  |
| Lettonia   | 0     | 3  | 0 | 0   | 0   | 3 | 4  | 19 | -15 |

#### Fase ad eliminazione diretta
Quarti di finale
| Vancouver 24 febbraio 2010, ore 16:30 UTC-8 | Russia | 3 – 7 (1-4, 2-3, 0-0) referto | Canada | Canada Hockey Place |

### Torneo femminile

#### Roster
La squadra femminile è composta da:
- Irina Gašennikova (Tornado Dmitrow)
- Marija Onolbaeva (Fakel Tscheljabinsk)
- Anna Prugova (Tornado Moskowskaja Oblast)
- Alëna Chomič (SKIF Nischni Nowgorod)
- Inna Djubanok (Tornado Moskowskaja Oblast)
- Aleksandra Kapustina (SKIF Nischni Nowgorod)
- Ol'ga Permjakova (Tornado Moskowskaja Oblast)
- Kristina Petrovskaja (Tornado Moskowskaja Oblast)
- Zoja Polunina (Tornado Moskowskaja Oblast)
- Svetlana Tkačëva (SKIF Nischni Nowgorod)
- Ekaterina Ananina (Spartak-Merkuri Jekaterinburg)
- Tat'jana Burina (Tornado Moskowskaja Oblast)
- Julija Deulina (SKIF Nischni Nowgorod)
- Ija Gavrilova (Tornado Moskowskaja Oblast)
- Ekaterina Lebedeva (Dinamo Jekaterinburg)
- Marina Sergina (Tornado Moskowskaja Oblast)
- Ekaterina Smolenceva (Tornado Moskowskaja Oblast)
- Ol'ga Sosina (SKIF Nischni Nowgorod)
- Tat'jana Sotnikova (SKIF Nischni Nowgorod)
- Svetlana Terent'eva (SKIF Nischni Nowgorod)
- Aleksandra Vafina (Fakel Tscheljabinsk)

#### Prima fase
| Vancouver 14 febbraio 2010, ore 16:30 UTC-8 | Finlandia | 5 – 1 (1-1, 2-0, 2-0) referto | Russia | UBC Winter Sports Centre (5.275 spett.) |

| Vancouver 16 febbraio 2010, ore 14:30 UTC-8 | Russia | 0 – 13 (0-5, 0-7, 0-1) referto | Stati Uniti | UBC Winter Sports Centre (5,365 spett.) |

| Vancouver 18 febbraio 2010, ore 19:00 UTC-8 | Cina | 1 – 2 (0-0, 1-2, 0-0) referto | Russia | UBC Winter Sports Centre |

Classifica
| Squadre     | Punti | PG | V | VOT | POT | P | GF | GS | DG  |
| ----------- | ----- | -- | - | --- | --- | - | -- | -- | --- |
| Stati Uniti | 9     | 3  | 3 | 0   | 0   | 0 | 31 | 1  | +30 |
| Finlandia   | 6     | 2  | 2 | 0   | 0   | 1 | 7  | 8  | -1  |
| Russia      | 3     | 3  | 1 | 0   | 0   | 2 | 3  | 19 | -16 |
| Cina        | 0     | 3  | 0 | 0   | 0   | 3 | 3  | 16 | -13 |

#### Fase ad eliminazione diretta
Semifinale 5º-8º posto
| Vancouver 20 febbraio 2010, ore 19:00 UTC-8 | Russia | 4 – 2 (2-0, 1-1, 1-1) referto | Slovacchia | UBC Winter Sports Centre |

Finale 5º-6º posto
| Vancouver 22 febbraio 2010, ore 19:00 UTC-8 | Svizzera | 2 – 1 (0-1, 1-0, 0-0, 0-0, 2/3-1/3) referto | Russia | UBC Winter Sports Centre |

## Pattinaggio di figura
| Gara                  | Atleta                             | Obbligatorio | Obbligatorio | Breve/Originale | Breve/Originale | Libero | Libero | Totale | Totale |
| Gara                  | Atleta                             | Punti        | Pos,         | Punti           | Pos,            | Punti  | Pos,   | Punti  | Pos,   |
| --------------------- | ---------------------------------- | ------------ | ------------ | --------------- | --------------- | ------ | ------ | ------ | ------ |
| Individuale maschile  | Artëm Borodulin                    |              |              | 72,24           | 13              | 137,92 | 12     | 210,16 | 13     |
| Individuale maschile  | Evgenij Pljuščenko                 |              |              | 90,85           | 1               | 165,51 | 2      | 256,36 |        |
| Individuale femminile | Alëna Leonova                      |              |              | 62,14           | 8               | 110,32 | 10     | 172,46 | 9      |
| Individuale femminile | Ksenija Makarova                   |              |              | 59,22           | 12              | 112,69 | 9      | 171,91 | 10     |
| Gara a coppie         | Vera Bazarova Jurij Larionov       |              |              | 56,54           | 12              | 106,96 | 11     | 163,50 | 11     |
| Gara a coppie         | Juko Kavaguti Aleksandr Smirnov    |              |              | 74,16           | 3               | 120,61 | 7      | 194,77 | 4      |
| Gara a coppie         | Marija Muchortova Maksim Tran'kov  |              |              | 63,44           | 8               | 122,35 | 5      | 185,79 | 7      |
| Danza su ghiaccio     | Ekaterina Bobrova Dmitrij Solov'ëv | 29,86        | 17           | 50,61           | 15              | 82,88  | 14     | 163,35 | 15     |
| Danza su ghiaccio     | Oksana Domnina Maksim Šabalin      | 43,76        | 1            | 62,84           | 3               | 101,04 | 3      | 207,64 |        |
| Danza su ghiaccio     | Jana Chochlova Sergej Novickij     | 37,18        | 7            | 55,57           | 9               | 93,11  | 8      | 185,86 | 9      |

## Pattinaggio di velocità
| Atleta  | Gara                | Tempo 1      | Tempo 2      | Totale       | Posizione    |
| ------- | ------------------- | ------------ | ------------ | ------------ | ------------ |
| 500 m   | Evgenij Lalenkov    | 36"420       | 36"614       | 1'13"03      | 36           |
| 500 m   | Aleksandr Lebedev   | 36"144       | 36"276       | 1'12"42      | 32           |
| 500 m   | Dmitrij Lobkov      | 35"133       | 35"335       | 1'10"46      | 14           |
| 500 m   | Timofej Skopin      | 36"482       | 36"465       | 1'12"94      | 35           |
| 1000 m  | Aleksej Esin        | 1'10"797     | 1'10"797     | 1'10"797     | 22           |
| 1000 m  | Evgenij Lalenkov    | 1'10"14      | 1'10"14      | 1'10"14      | 11           |
| 1000 m  | Aleksandr Lebedev   | 1'12"78      | 1'12"78      | 1'12"78      | 38           |
| 1000 m  | Dmitrij Lobkov      | 1'10"795     | 1'10"795     | 1'10"795     | 21           |
| 1500 m  | Aleksej Esin        | 1'48"65      | 1'48"65      | 1'48"65      | 21           |
| 1500 m  | Evgenij Lalenkov    | 1'47"06      | 1'47"06      | 1'47"06      | 11           |
| 1500 m  | Aleksandr Lebedev   | 1'52"09      | 1'52"09      | 1'52"09      | 36           |
| 1500 m  | Ivan Skobrev        | 1'46"42      | 1'46"42      | 1'46"42      | 4            |
| 5000 m  | Aleksandr Rumjancev | squalificato | squalificato | squalificato | squalificato |
| 5000 m  | Ivan Skobrev        | 6'18"05      | 6'18"05      | 6'18"05      |              |
| 10000 m | Aleksandr Rumjancev | 13'45"77     | 13'45"77     | 13'45"77     | 13           |
| 10000 m | Ivan Skobrev        | 13'02"07     | 13'02"07     | 13'02"07     |              |

| Atleta | Gara               | Tempo 1  | Tempo 2  | Totale   | Posizione |
| ------ | ------------------ | -------- | -------- | -------- | --------- |
| 500 m  | Ol'ga Fatkulina    | 39"359   | 39"077   | 1'18"43  | 20        |
| 500 m  | Svetlana Kajkan    | 39"422   | 39"210   | 1'18"63  | 22        |
| 500 m  | Ekaterina Malyševa | 39"782   | 38"947   | 1'18"72  | 24        |
| 500 m  | Julija Nemaja      | 38"594   | NF       | -        | -         |
| 1000 m | Ol'ga Fatkulina    | 1'18"13  | 1'18"13  | 1'18"13  | 20        |
| 1000 m | Ekaterina Lobyševa | 1'18"785 | 1'18"785 | 1'18"785 | 28        |
| 1000 m | Ekaterina Malyševa | 1'18"56  | 1'18"56  | 1'18"56  | 27        |
| 1000 m | Ekaterina Šichova  | 1'17"46  | 1'17"46  | 1'17"46  | 11        |
| 1500 m | Ekaterina Abramova | 2'03"19  | 2'03"19  | 2'03"19  | 32        |
| 1500 m | Ekaterina Lobyševa | 1'59"01  | 1'59"01  | 1'59"01  | 11        |
| 1500 m | Alla Šabanova      | 1'59"35  | 1'59"35  | 1'59"35  | 12        |
| 1500 m | Ekaterina Šichova  | 1'58"54  | 1'58"54  | 1'58"54  | 8         |
| 3000 m | Galina Lichačëva   | 4'17"63  | 4'17"63  | 4'17"63  | 20        |
| 3000 m | Svetlana Vysokova  | 4'16"91  | 4'16"91  | 4'16"91  | 18        |
| 5000 m | Svetlana Vysokova  | 7'23"33  | 7'23"33  | 7'23"33  | 13        |

| Quarti di finale                                             |                    |                                                                     |         |
| Russia Galina Lichačëva Ekaterina Lobyševa Ekaterina Šichova | 3'04"86            | Polonia Katarzyna Bachleda-Curuś Katarzyna Woźniak Luiza Złotkowska | 3'02"90 |
| Finale D                                                     |                    |                                                                     |         |
| Russia Ekaterina Lobyševa Alla Šabanova Ekaterina Šichova    | 3'06"47 (7º posto) | Corea del Sud Lee Ju-Youn Noh Seon-Young Park Do-Yeong              | 3'06"96 |

## Salto con gli sci
| Gara               | Atleta                                                      | Qualificazioni | Qualificazioni | Qualificazioni | Finale          | Finale         | Finale          | Finale         | Finale       | Posizione |
| Gara               | Atleta                                                      | Lunghezza      | Punti          | Pos.           | Lungh. 1° salto | Punti 1° salto | Lungh. 2° salto | Punti 2° salto | Punti totali | Posizione |
| ------------------ | ----------------------------------------------------------- | -------------- | -------------- | -------------- | --------------- | -------------- | --------------- | -------------- | ------------ | --------- |
| Trampolino normale | Dmitrij Ipatov                                              | 96,0           | 113,5          | 33             | 91,0            | 102,5          |                 |                | 102,5        | 46        |
| Trampolino normale | Pavel Karelin                                               | 97,5           | 116,5          | 27             | 95,0            | 111,5          |                 |                | 111,5        | 33        |
| Trampolino normale | Denis Kornilov                                              | 97,5           | 117,0          | 26             | 98,0            | 118,5          | 96,5            | 114,0          | 232,5        | 26        |
| Trampolino normale | Il'ja Rosljakov                                             | 92,0           | 104,5          | 45             |                 |                |                 |                |              |           |
| Trampolino lungo   | Dmitrij Ipatov                                              | 120,0          | 102,0          | 37             | 100,5           | 63,9           |                 |                | 63,9         | 47        |
| Trampolino lungo   | Pavel Karelin                                               | 128,5          | 119,3          | 24             | 109,0           | 80,2           |                 |                | 80,2         | 38        |
| Trampolino lungo   | Denis Kornilov                                              | 132,0          | 127,6          | 14             | 111,5           | 85,2           |                 |                | 85,2         | 35        |
| Trampolino lungo   | Il'ja Rosljakov                                             | 119,5          | 101,1          | 38             | 105,5           | 73,9           |                 |                | 73,9         | 44        |
| Gara a squadre     | Pavel Karelin Denis Kornilov Il'ja Rosljakov Dmitrij Ipatov |                |                |                | -               | 414,1          |                 |                | 414,1        | 10        |

## Sci alpino
| Gara           | Atleta               | 1° manche  | 2° manche | Tempo totale | Posizione |
| -------------- | -------------------- | ---------- | --------- | ------------ | --------- |
| Slalom         | Aleksandr Chorošilov | 50"50      | 52"32     | 1'42"82      | 23        |
| Slalom         | Sergej Majtakov      | non finito |           |              |           |
| Slalom         | Stepan Zuev          | non finito |           |              |           |
| Gigante        | Aleksandr Chorošilov | 1'21"28    | 1'24"08   | 2'45"36      | 38        |
| Gigante        | Sergej Majtakov      | 1'21"13    | 1'24"53   | 2'45"66      | 40        |
| Gigante        | Stepan Zuev          | 1'26"32    | 1'33"41   | 2'59"73      | 64        |
| Super-g        | Aleksandr Chorošilov | 1'32"84    | 1'32"84   | 1'32"84      | 28        |
| Super-g        | Sergej Majtakov      | non finito |           |              |           |
| Super-g        | Stepan Zuev          | 1'34"13    | 1'34"13   | 1'34"13      | 36        |
| Discesa        | Aleksandr Chorošilov | 1'59"21    | 1'59"21   | 1'59"21      | 45        |
| Discesa        | Stepan Zuev          | 2'00"58    | 2'00"58   | 2'00"58      | 54        |
| Supercombinata | Aleksandr Chorošilov | 1'56"77    | 52"51     | 2'49"28      | 21        |
| Supercombinata | Stepan Zuev          | 1'57"23    | 52"52     | 2'49"75      | 23        |

| Gara           | Atleta           | 1° manche  | 2° manche  | Tempo totale | Posizione  |
| -------------- | ---------------- | ---------- | ---------- | ------------ | ---------- |
| Slalom         | Elena Prosteva   | 54"20      | 54"14      | 1'48"34      | 28         |
| Slalom         | Ljajsan Rajanova | 55"13      | 55"69      | 1'50"82      | 33         |
| Gigante        | Elena Prosteva   | non finito |            |              |            |
| Gigante        | Ljajsan Rajanova | 1'20"37    | 1'16"58    | 2'36"95      | 37         |
| Super-g        | Elena Prosteva   | 1'24"43    | 1'24"43    | 1'24"43      | 24         |
| Super-g        | Ljajsan Rajanova | non finito | non finito | non finito   | non finito |
| Discesa        | Elena Prosteva   | 1'50"07    | 1'50"07    | 1'50"07      | 26         |
| Supercombinata | Elena Prosteva   | non finito |            |              |            |

## Sci di fondo
| Gara                        | Atleta                                                          | Tempo d'arrivo | Posizione  |
| --------------------------- | --------------------------------------------------------------- | -------------- | ---------- |
| 15 km a tecnica libera      | Aleksandr Legkov                                                | 34'51"1        | 15         |
| 15 km a tecnica libera      | Pëtr Sedov                                                      | 35'06"2        | 26         |
| 15 km a tecnica libera      | Sergej Širjaev                                                  | 35'14"5        | 31         |
| 15 km a tecnica libera      | Maksim Vylegžanin                                               | 34'31"6        | 9          |
| 30 km inseguimento          | Aleksandr Legkov                                                | 1:15'15"4      | 4          |
| 30 km inseguimento          | Sergej Novikov                                                  | 1h 22'44"3     | 43         |
| 30 km inseguimento          | Nikolaj Pankratov                                               | 1h 19'48"9     | 32         |
| 30 km inseguimento          | Maksim Vylegžanin                                               | 1h 17'04",2    | 17         |
| 50 km con partenza in linea | Aleksandr Legkov                                                | 2h 05'53"3     | 14         |
| 50 km con partenza in linea | Pëtr Sedov                                                      | 2h 07'35"4     | 24         |
| 50 km con partenza in linea | Sergej Širjaev                                                  | non finito     | non finito |
| 50 km con partenza in linea | Maksim Vylegžanin                                               | 2h 05'46"4     | 8          |
| Staffetta 4x10 km           | Nikolaj Pankratov Pëtr Sedov Aleksandr Legkov Maksim Vylegžanin | 1h 47'04"7     | 8          |

| Gara              | Atleta                           | Qualificazioni | Qualificazioni | Quarti di finale | Quarti di finale | Semifinali | Semifinali | Finale  | Finale    |
| Gara              | Atleta                           | Tempo          | Pos.           | Tempo            | Pos.             | Tempo      | Pos.       | Tempo   | Posizione |
| ----------------- | -------------------------------- | -------------- | -------------- | ---------------- | ---------------- | ---------- | ---------- | ------- | --------- |
| Individuale       | Michail Devjat'jarov             | 3'38"82        | 16             | 3'35"3           | 4                | 3'37"6     | 4          |         |           |
| Individuale       | Nikita Krjukov                   | 3'36"46        | 4              | 3'37"2           | 2                | 3'34"6     | 3          | 3'36"3  |           |
| Individuale       | Nikolaj Morilov                  | 3'40"22        | 23             | 3'40"2           | 6                |            |            |         |           |
| Individuale       | Aleksandr Panžinskij             | 3'34"57        | 1              | 3'36"4           | 1                | 3'34"3     | 1          | 3'36"3  |           |
| Sprint di squadra | Nikolaj Morilov Aleksej Petuchov |                |                |                  |                  | 18'47"6    | 1          | 19'02"5 |           |

| Gara                        | Atleta                                                                 | Tempo d'arrivo | Posizione |
| --------------------------- | ---------------------------------------------------------------------- | -------------- | --------- |
| 10 km a tecnica libera      | Irina Chazova                                                          | 26'08"7        | 20        |
| 10 km a tecnica libera      | Evgenija Medvedeva                                                     | 25'26"5        | 7         |
| 10 km a tecnica libera      | Natal'ja Korostelëva                                                   | 26'07"0        | 19        |
| 10 km a tecnica libera      | Ol'ga Zav'jalova                                                       | 25'57"7        | 12        |
| 15 km inseguimento          | Irina Chazova                                                          | 41'56"1        | 13        |
| 15 km inseguimento          | Evgenija Medvedeva                                                     | 43'59"6        | 40        |
| 15 km inseguimento          | Ol'ga Ročeva                                                           | 42'30"5        | 26        |
| 15 km inseguimento          | Ol'ga Zav'jalova                                                       | 41'38"3        | 12        |
| 30 km con partenza in linea | Ol'ga Ročeva                                                           | 1h 37'15"5     | 30        |
| 30 km con partenza in linea | Ol'ga Ščučkina                                                         | 1h 38'30"3     | 38        |
| 30 km con partenza in linea | Ol'ga Zav'jalova                                                       | 1h 34'46"3     | 23        |
| Staffetta 4x5 km            | Ol'ga Zav'jalova Irina Chazova Evgenija Medvedeva Natal'ja Korostelëva | 57'00"9        | 8         |

| Gara              | Atleta                             | Qualificazioni | Qualificazioni | Quarti di finale | Quarti di finale | Semifinali | Semifinali | Finale  | Finale    |
| Gara              | Atleta                             | Tempo          | Pos.           | Tempo            | Pos.             | Tempo      | Pos.       | Tempo   | Posizione |
| ----------------- | ---------------------------------- | -------------- | -------------- | ---------------- | ---------------- | ---------- | ---------- | ------- | --------- |
| Individuale       | Natal'ja Korostelëva               | 3'45"56        | 14             | 3'42"9           | 2                | 3'48"1     | 6          |         |           |
| Individuale       | Ol'ga Ročeva                       | 3'53"87        | 40             |                  |                  |            |            |         |           |
| Individuale       | Evgenija Šapovalova                | 3'49"52        | 26             | 3'43"2           | 6                |            |            |         |           |
| Individuale       | Elena Turyševa                     | 3'51"99        | 35             |                  |                  |            |            |         |           |
| Sprint di squadra | Irina Chazova Natal'ja Korostelëva |                |                |                  |                  | 18'48"0    | 5          | 18'07"7 |           |

## Short track
| Atleta | Gara             | Batterie | Batterie | Quarti di finale | Quarti di finale | Semifinali | Semifinali | Finale | Finale |
| Atleta | Gara             | Tempo    | Pos.     | Tempo            | Pos.             | Tempo      | Pos.       | Tempo  | Pos.   |
| ------ | ---------------- | -------- | -------- | ---------------- | ---------------- | ---------- | ---------- | ------ | ------ |
| 500 m  | Semën Elistratov | 42"982   | 3        |                  |                  |            |            |        |        |
| 500 m  | Ruslan Zacharov  | 43"207   | 4        |                  |                  |            |            |        |        |
| 1000 m | Semën Elistratov | 1'27"254 | 3        |                  |                  |            |            |        |        |
| 1000 m | Ruslan Zacharov  | 1'26"883 | 4        |                  |                  |            |            |        |        |
| 1500 m | Semën Elistratov |          |          | 2'15"455         | 4                |            |            |        |        |
| 1500 m | Ruslan Zacharov  |          |          | 2'14"929         | 6                |            |            |        |        |

| Atleta | Gara               | Batterie | Batterie | Quarti di finale | Quarti di finale | Semifinali | Semifinali | Finale | Finale |
| Atleta | Gara               | Tempo    | Pos.     | Tempo            | Pos.             | Tempo      | Pos.       | Tempo  | Pos.   |
| ------ | ------------------ | -------- | -------- | ---------------- | ---------------- | ---------- | ---------- | ------ | ------ |
| 500 m  | Valerija Potëmkina | 44"952   | 4        |                  |                  |            |            |        |        |
| 1000 m | Valerija Potëmkina | 1'36"438 | 4        |                  |                  |            |            |        |        |
| 1000 m | Nina Evteeva       | 1'31"302 | 4        |                  |                  |            |            |        |        |
| 1500 m | Valerija Potëmkina |          |          | 2'28"405         | 5                |            |            |        |        |
| 1500 m | Nina Evteeva       |          |          | 2'24"277         | 3                | 2'25"414   | 6          |        |        |
| 1500 m | Ol'ga Beljakova    |          |          | 2'26"762         | 6                |            |            |        |        |

## Skeleton
| Atleta            | Gara                 | Manche 1 | Manche 2 | Manche 3 | Manche 4 | Totale  | Posizione |
| ----------------- | -------------------- | -------- | -------- | -------- | -------- | ------- | --------- |
| Singolo femminile | Elena Judina         | 55"42    | 56"06    | 55"54    | 55"77    | 3'42"79 | 18        |
| Singolo femminile | Svetlana Trunova     | 56"47    | 55"32    | 55"23    | 55"17    | 3'42"19 | 16        |
| Singolo maschile  | Aleksandr Tret'jakov | 52"70    | 53"05    | 52"30    | 52"70    | 3'30"75 |           |
| Singolo maschile  | Sergej Čudinov       | 53"64    | 53"26    | 53"13    | 52"92    | 3'32"95 | 12        |

## Slittino
| Atleta            | Gara                                 | Manche 1 | Manche 2 | Manche 3 | Manche 4 | Totale   | Posizione |
| ----------------- | ------------------------------------ | -------- | -------- | -------- | -------- | -------- | --------- |
| Singolo femminile | Natal'ja Choreva                     | 41"932   | 41"785   | 42"175   | 42"092   | 2'47"984 | 10        |
| Singolo femminile | Tat'jana Ivanova                     | 41"816   | 41"601   | 41"914   | 41"850   | 2'47"181 | 4         |
| Singolo femminile | Aleksandra Rodionova                 | 41"828   | 41"731   | 41"984   | 41"913   | 2'47"456 | 6         |
| Singolo maschile  | Al'bert Demčenko                     | 48"590   | 48"579   | 48"769   | 48"467   | 3'14"405 | 4         |
| Singolo maschile  | Stepan Fëdorov                       | 49"214   | 48"859   | 49"123   | 49"021   | 3'16"217 | 19        |
| Singolo maschile  | Viktor Knejb                         | 48"899   | 48"862   | 49"224   | 48"747   | 3'15"272 | 12        |
| Doppio            | Vladislav Južakov Vladimir Machnutin | 41"798   | 41"798   | 41"948   | 41"948   | 1'23"746 | 10        |
| Doppio            | Michail Kuzmič Stanislav Micheev     | 42"174   | 42"174   | 41"981   | 41"981   | 1'24"155 | 14        |

## Snowboard
| Gara                        | Atleta               | Qualificazioni | Qualificazioni | Ottavi        | Ottavi | Quarti       | Quarti | Semifinale   | Semifinale | Finale        | Finale |
| --------------------------- | -------------------- | -------------- | -------------- | ------------- | ------ | ------------ | ------ | ------------ | ---------- | ------------- | ------ |
| Gigante parallelo maschile  | Stanislav Detkov     | 1'18"29        | 11             | S. Detkov     |        | S. Detkov    |        | S. Detkov    | +1"72      | S. Detkov     | DSQ    |
| Gigante parallelo maschile  | Stanislav Detkov     | 1'18"29        | 11             | M. Lambert    | +12"05 | S. Schoch    | DSQ    | J. Anderson  |            | M. Bozzetto   |        |
| Gigante parallelo femminile | Svetlana Boldykova   | 1'26"66        | 24             |               |        |              |        |              |            |               |        |
| Gigante parallelo femminile | Ekaterina Iljuchina  | 1'23"43        | 4              | E. Iljuchina  |        | E. Iljuchina |        | E. Iljuchina |            | E. Iljuchina  | +0"23  |
| Gigante parallelo femminile | Ekaterina Iljuchina  | 1'23"43        | 4              | M. Gorgone    | +0"21  | A. Kober     | DSQ    | M. Kreiner   | +0"14      | N. Sauerbreij |        |
| Gigante parallelo femminile | Ekaterina Tudegeševa | 1'23"72        | 5              | E. Tudegeševa | DSQ    |              |        |              |            |               |        |
| Gigante parallelo femminile | Ekaterina Tudegeševa | 1'23"72        | 5              | A. Kober      |        |              |        |              |            |               |        |
| Gigante parallelo femminile | Alëna Zavarzina      | 1'27"51        | 17             |               |        |              |        |              |            |               |        |

| Gara                     | Atleta          | Qualificazioni | Qualificazioni | Ottavi | Quarti | Semifinali | Finale |
| ------------------------ | --------------- | -------------- | -------------- | ------ | ------ | ---------- | ------ |
| Snowboard cross maschile | Andrej Boldykov | 1'23"28        | 20             | 1      | 3      |            |        |